# Adam Thompson
Pour les articles homonymes, voir Thompson.
Adam Lee Thompson (né le 28 septembre 1992 à Harlow, en Angleterre), est un footballeur international nord-irlandais.

## Biographie
Après une formation à l'académie de Watford, Adam Thompson est intégré à l'équipe professionnelle en août 2010, à 17 ans et 11 mois, par son entraîneur Malky Mackay. Lors de cette saison, il joue 10 matchs de Football League Championship et inscrit un but, lors de la rencontre opposant Watford à Preston (2-2).
Six jours plus tôt, il est appelé pour la première fois en équipe d'Irlande du Nord de football le 9 février 2011 à l'occasion du match Écosse-Irlande du Nord (3-0). Lors de ce match, Thompson entre à la 66e du match.
Le 29 juin 2011, il signe un nouveau contrat à Watford qui le lie au club jusqu'en 2014. Quelques semaines plus tard, il est prêté un mois à Brentford.
La saison suivante, il est prêté aux Wycombe Wanderers, puis à Barnet, deux clubs de League One (D3).
Le 30 août 2017, il est prêté à Bradford City .
Le 30 janvier 2021, il rejoint Leyton Orient.

## Statistiques
| Saison      | Club              | Pays         | Championnat       | Coupes nationales | Irlande du Nord |
| ----------- | ----------------- | ------------ | ----------------- | ----------------- | --------------- |
| 2010 - 2011 | Watford           | Championship | 10 matchs / 1 but | 1 match           | 2 matchs        |
| 2011 - 2012 | Brentford         | League One   | 20 matchs         | 1 match / 1 but   | -               |
| 2012 - 2013 | Watford           | Championship | -                 | 1 match           | -               |
| 2012 - 2013 | Wycombe Wanderers | League One   | 2 matchs          | -                 | -               |
| 2012 - 2013 | Watford           | Championship | 2 matchs          | -                 | -               |
| 2012 - 2013 | Barnet            | League One   | 1 match           | -                 | -               |

Dernière mise à jour le 16 janvier 2013

## Palmarès

### En club
- Vice-champion de la Football League Two (4e division) en 2019 avec Bury
- Vice-champion de la Football League One en 2020 avec Rotherham
- Champion de la Football League Two (4e division) en 2023 avec Leyton Orient